# Der Anhalter (Film)
Der Anhalter (Originaltitel: The Hitch-Hiker) ist ein US-amerikanischer Spielfilm von Ida Lupino aus dem Jahr 1953. Der Film basiert auf einer Erzählung des Autors Daniel Mainwaring, die wiederum durch den per Anhalter fahrenden Serienmörder Billy Cook inspiriert wurde. Der Anhalter gilt als der erste Film noir, bei dem eine Frau Regie führte, und wurde 1998 in das National Film Registry aufgenommen.

## Handlung
Der psychopathische Schwerverbrecher Emmett Myers ist aus dem Gefängnis entflohen. Auf seiner Flucht von Illinois bis nach Südkalifornien erschießt er mehrere Autofahrer, die ihn mitgenommen haben, sodass die Polizei eine Großfahndung nach ihm auslöst. Unterdessen brechen zwei befreundete Männer, der Autowerkstattbesitzer Roy Collins und der Bauzeichner Gilbert Bowen, zu einem gemeinsamen Angelausflug nach Baja California auf. Ihr harmloser Trip nimmt eine schreckliche Wendung, als sie südlich von Mexicali den Fehler machen, Emmett Myers in ihr Auto einsteigen zu lassen. Myers nimmt die beiden Männer als Geiseln und zwingt sie dazu, ihn nach Santa Rosalía fahren zu lassen. Er droht ihnen offen mit dem Tod.
Collins und Brown versuchen zu entkommen oder zumindest die Polizei auf sich aufmerksam zu machen; Bowen wirft etwa seinen Ehering beim Tanken in den Münzautomaten. Sie versuchen, das Radio außer Funktion zu setzen und damit auch die Fahndungsmeldungen möglichst von dem paranoiden und unberechenbaren Myers fernzuhalten. Doch Myers ist gerissen und versucht seinerseits, die Freundschaft der beiden zu zerstören, indem er den seiner Meinung nach intelligenteren Bowen auf eine Dose schießen lässt, die sein Freund in der Hand hält. Ein nächtlicher Fluchtversuch der Freunde misslingt, da Myers – ein Auge von ihm ist wegen einer alten Verletzung immer halboffen – wach wird und sie beinahe mit dem Auto überfährt. Als das Auto kurz vor Santa Rosalía kaputt ist, zwingt er sie die letzten Meilen zu laufen, obwohl Collins sich beim nächtlichen Fluchtversuch das Bein verletzt hat und jeder Schritt schmerzt.
In Santa Rosalía versucht Myers, ein Boot nach Guaymas zu nehmen, doch die übliche Fähre ist kaputt. Er bittet daher einen Einheimischen namens Jose, ihm ein Fischerboot zu beschaffen, mit dem er am Abend am Pier ablegen kann. Doch Jose erkennt den Verbrecher auf einem Fahndungsfoto und verständigt die Polizei. Inzwischen wird Collins von Myers dazu gezwungen, mit ihm die Kleidung zu tauschen, damit er unerkannt bleibt. Am Pier wartet inzwischen die Polizei, die zunächst wegen der Kleidung auf Collins schießt, doch Bowen kann Myers die Waffe abnehmen und so die Polizei auf den wahren Verbrecher aufmerksam machen. Er verpasst dem ohne seine Pistole plötzlich ängstlichen Myers, als er verhaftet wird, ein paar Schläge. Die erschöpften Freunde halten sich zur weiteren Befragung der Polizei bereit.

## Entstehungshintergrund
Als Grundlage diente die Lebensgeschichte des Kriminellen Billy Cook, der als Anhalter sechs Menschen tötete und dafür im Dezember 1952 hingerichtet wurde. Gegen Ende seiner Flucht zwang er zwei Männer auf dem Weg zu einem Jagdausflug dazu, ihn nach Santa Rosalía zu fahren, wo er allerdings von der mexikanischen Polizei festgenommen werden konnte. Daniel Mainwaring schrieb basierend auf diesem Fall die Vorlage zum Film. Mainwaring, der am bekanntesten für seine Vorlage und sein Drehbuch für den Filmklassiker Goldenes Gift (Out of the Past) ist, war allerdings für seine politisch linken Haltungen bekannt, was in der McCarthy-Ära kritisch gesehen wurde. Howard Hughes, der Besitzer von RKO Pictures, wies daher an, Mainwarings Namen nicht im Vorspann zu erwähnen.
Die Schauspielerin Ida Lupino hatte seit ihrem Regiedebüt im Jahr 1949 vor allem Frauenstoffe verfilmt, wovon dieser Film noir eine Abkehr bedeutete. Für größere Authentizität interviewte Lupino unter anderem eine der Geiseln und spielt im Drehbuch auch auf die schwierige Kindheit des Mörders an, die seinen ausgeprägten Hass auf die ganze Menschheit auslöste. Im Film kommt auch die Augendeformation vor, die auch der echte Cook hatte. Während Cook sechs Menschen umgebracht hatte, werden hier im Film nur drei Morde im Vorspann gezeigt – der echte Cook hatte auch drei Kinder umgebracht, was Lupino auch mit Rücksicht auf den Hays Code ausließ. Lupino arbeitete am Drehbuch gemeinsam mit Robert L. Joseph und ihrem Ex-Ehemann Collier Young, der auch die Produktion des Films übernahm. Gedreht wurde im Juni und Juli 1952, unter anderem an den Alabama Hills sowie im kalifornischen Big Pine.
The Hitch-Hiker wurde zu einem kommerziellen Erfolg und erhielt ebenfalls überwiegend gute Kritiken. Im deutschsprachigen Raum lief The Hitch-Hiker nie im Kino; seinen deutschen Titel erhielt der Film erst 2023 während seiner Aufnahme in die Arte-Filmmediathek.

## Auszeichnungen
1998 wurde The Hitch-Hiker in das National Film Registry aufgenommen und damit als „geschichtlich, kulturell oder ästhetisch signifikant“ eingestuft.

## Kritik
Zum Zeitpunkt der Veröffentlichung war die Meinung von A. H. Weiler in der New York Times gemischt. Die Regie von Lupino sei „lebhaft“ und der Film realistisch. Es würde solide Darstellungen geben, insbesondere William Talman hätte eines der „saftigsten Rollenangebote des Jahres“ bekommen. Allerdings sei die Handlung zu vorhersehbar, der Zuschauer lehne sich zurück, da er wisse, dass es nur eine Frage der Zeit sei, bis Myers aufgehalten wird.
John Krewson schrieb, The Hitch-Hiker sei „wahrscheinlich Lupinos bester Film und der einzige wahre Noir, bei dem eine Frau Regie führte“, in dem „zwei ausgesprochen durchschnittliche Mittelklasse-Amerikaner“ von einem Verbrecher psychisch gefoltert werden. Lupinos Regie sei hierbei zugleich kritisch und von mitfühlender Sensibilität. Lupino beweise sich durch ihre düstere Inszenierung der „immer-vorhandenen Einsamkeit der leeren Straßen“ als gute Filmemacherin.
Time Out zeigte sich ebenfalls positiv: „Absolut sicher in ihrem Entwurf der düsteren Noir-Atmosphäre – ob in den klaustrophobischen Grenzen des Autos, oder verloren in den ariden Weiten der Wüste – entspannt Lupino nie die Spannung auch nur für einen Moment.“ Aber auch ihre emotionale Sensibilität werde deutlich, wenn sie zeige, dass die beiden Männer nur durch ihre Freundschaft die Situation überleben könnten. „Straff, hart und ohne Macho-Glorifikationen, ist es ein Leckerbissen, mit erstklassigen Darstellungen seiner drei Protagonisten, geschickt charakterisiert ohne den Rückfall in Klischees.“
Dennis Schwartz schrieb, die Action des Films würde sich ohne Klischees entfalten und Talmans Darstellung eines Sadisten sei kraftvoll. The Hitch-Hiker drücke die Angst der amerikanischen Mittelschicht aus, nirgendwo vor Kriminalität sicher zu sein.